# Tom Schnell
Pour les articles homonymes, voir Schnell.
Tom Schnell est un footballeur luxembourgeois, né le 8 octobre 1985 à Luxembourg. Il évolue au poste de défenseur dans le club luxembourgeois de F91 Dudelange.

## Palmarès
- Championnat du Luxembourg : 2013, 2016 et 2017
- Coupe du Luxembourg : 2016